# Druzhni (Adiguesia)
Druzhni (del ruso: Дружный) es un pueblo (posiólok) del raión de Tajtamukái en la república de Adiguesia de Rusia. Está situado en la orilla izquierda del embalse Shapsug, 9 km al noroeste de Tajtamukái y 104 km al noroeste de Maikop, la capital de la república. Tenía 412 habitantes en 2010.
Pertenece al municipio Enemskoye.

## Economía
Cabe destacar la presencia de numerosos arrozales alrededor de la localidad.